# PEC Zwolle in het seizoen 2022/23 (vrouwen)
Het seizoen 2022/2023 was het 12e jaar in het bestaan van de Zwolse vrouwenvoetbalclub PEC Zwolle. De club kwam uit in de Vrouwen Eredivisie en is geëindigd op de zesde plaats. Ook nam het deel aan het toernooi om de KNVB beker, hierin werd in de achtste finale, met 2–1, verloren van Fortuna Sittard.

## Wedstrijdstatistieken

### Oefenwedstrijden
| Datum + plaats              | Wedstrijd                        | Uitslag | Scoreverloop                                 |
| --------------------------- | -------------------------------- | ------- | -------------------------------------------- |
| 13 augustus 2022 Zwolle     | PEC Zwolle – FC Gütersloh        | 3 – 3   | Evi Maatman (2x), Floor Heijne               |
| 19 augustus 2022 Zwolle     | PEC Zwolle – Excelsior           | 3 – 1   | Evi Maatman, Marushka van Olst, Zoë Zuidberg |
| 26 augustus 2022 Zwolle     | PEC Zwolle – DTS Ede             | 2 – 1   | onbekend                                     |
| 3 september 2022 Zwolle     | PEC Zwolle – SV Meppen           | –       |                                              |
| 9 september 2022 Heerenveen | sc Heerenveen – PEC Zwolle       | –       |                                              |
| 16 september 2022 Leuven    | Oud-Heverlee Leuven – PEC Zwolle | 0 – 1   | Niet bekend                                  |

### Vrouwen Eredivisie
| 1e speelronde | 1e speelronde | Vrij                                                                              | Vrij             | Vrij                                                                                                | Vrij |
| | 2e speelronde | FC Twente                                                                         | 6 – 0 (2 – 0)    | PEC Zwolle                                                                                          | Opstelling PEC Zwolle: |
| 23 september 2022 Aanvangstijd: 19.30 uur Plaats: Enschede Het Diekman Scheidsrechter: Jordi Delsink                                  | 23 september 2022 Aanvangstijd: 19.30 uur Plaats: Enschede Het Diekman Scheidsrechter: Jordi Delsink                                  | Fenna Kalma 9', 69' Kayleigh van Dooren 29', 65' Renate Jansen 75' Marit Auée 83' |                  | 81' Licia Darnoud                                                                                   | Postma, Kemper, Nassette ( 62' Darnoud), Pruim, Bouzerrade ( 63' Vliek), Tiemens, Noordman ( 79' Te Wierik), Van Bentem, Van Olst, Maatman, Walk ( 79' Heijne)                               |
| | 3e speelronde | PEC Zwolle                                                                        | 2 – 5 (2 – 2)    | Fortuna Sittard                                                                                     | Opstelling PEC Zwolle: |
| 30 september 2022 Aanvangstijd: 19.30 uur Plaats: Zwolle Sportpark De Vegtlust Scheidsrechter: Stan Endeman                           | 30 september 2022 Aanvangstijd: 19.30 uur Plaats: Zwolle Sportpark De Vegtlust Scheidsrechter: Stan Endeman                           | Jeva Walk 23' Evi Maatman 39'                                                     |                  | 6', 15' Charlotte Hulst 62' Moïsa van Koot 66' Féli Petra Delacauw 70' Anna Knol 74' Tessa Wullaert | Postma, Nassette ( 80' Heijne), Kemper, Pruim ( 71' Darnoud), Vliek, Noordman, Van Bentem, Tiemens ( 46' Van de Velde), Van Olst, Maatman, Walk ( 80' Bouzerrade)                            |
| | 4e speelronde | Excelsior                                                                         | 2 – 2 (2 – 1)    | PEC Zwolle                                                                                          | Opstelling PEC Zwolle: |
| 16 oktober 2022 Aanvangstijd: 12.15 uur Plaats: Rotterdam Van Donge & De Roo Stadion Toeschouwers: 150 Scheidsrechter: Maarten Streef | 16 oktober 2022 Aanvangstijd: 12.15 uur Plaats: Rotterdam Van Donge & De Roo Stadion Toeschouwers: 150 Scheidsrechter: Maarten Streef | Iris van Bokhoven 14' Dana Breewel 44'                                            | Wedstrijdverslag | 24' Marushka van Olst 73' Danique Noordman                                                          | Postma, Bouzerrade, Pruim, Darnoud ( 56' Vliek), Kemper, Tiemens, Van de Velde ( 79' Te Wierik), Noordman ( 79' Van Vugt), Walk, Maatman ( 67' Heijne), Van Olst                             |
| | 5e speelronde | PEC Zwolle                                                                        | 0 – 0 (0 – 0)    | Feyenoord                                                                                           | Opstelling PEC Zwolle: |
| 23 oktober 2022 Aanvangstijd: 12.15 uur Plaats: Zwolle MAC³PARK stadion Toeschouwers: 2.900 Scheidsrechter: Max Kok                   | 23 oktober 2022 Aanvangstijd: 12.15 uur Plaats: Zwolle MAC³PARK stadion Toeschouwers: 2.900 Scheidsrechter: Max Kok                   |                                                                                   | Wedstrijdverslag | 63' Cheyenne van den Goorbergh                                                                      | Van der Flier, Bouzerrade ( 75' Nassette), Rutgers, Pruim, Vliek, Noordman, Van Bentem, Tiemens, Van Olst ( 34' Van de Velde ( 75' Te Wierik)), Maatman ( 70' Heijne), Walk                  |
| | 6e speelronde | PSV                                                                               | 4 – 0 (1 – 0)    | PEC Zwolle                                                                                          | Opstelling PEC Zwolle: |
| 28 oktober 2022 Aanvangstijd: 19.30 uur Plaats: Eindhoven De Herdgang Toeschouwers: 500 Scheidsrechter: Jessey van Pinxteren          | 28 oktober 2022 Aanvangstijd: 19.30 uur Plaats: Eindhoven De Herdgang Toeschouwers: 500 Scheidsrechter: Jessey van Pinxteren          | Inessa Kaagman 3', 51' Esmee Brugts 49' Joëlle Smits 81' (pen.)                   | Wedstrijdverslag | 45' Maud Rutgers                                                                                    | Van der Flier, Bouzerrade ( 82' Nassette), Rutgers, Darnoud ( 46' Kemper), Vliek, Noordman, Van de Velde ( 72' Schilder), Van Bentem, Tiemens ( 82' Te Wierik), Walk ( 72' Heijne), Maatman  |
| | 7e speelronde | sc Heerenveen                                                                     | 1 – 2 (0 – 0)    | PEC Zwolle                                                                                          | Opstelling PEC Zwolle: |
| 4 november 2022 Aanvangstijd: 19.30 uur Plaats: Heerenveen Skoatterwâld Scheidsrechter: Manon Plandsoen                               | 4 november 2022 Aanvangstijd: 19.30 uur Plaats: Heerenveen Skoatterwâld Scheidsrechter: Manon Plandsoen                               | Merel Bormans 68' 71'                                                             |                  | 52' Evi Maatman 82' Leonie Vliek                                                                    | Postma, Kemper, Rutgers, Pruim ( 90+6' Darnoud), Vliek, Noordman, Van Bentem, Heijne ( 64' Weiman), Van de Velde ( 58' Bouzerrade), Maatman, Walk                                            |
| | 8e speelronde | PEC Zwolle                                                                        | 0 – 3 (0 – 2)    | ADO Den Haag                                                                                        | Opstelling PEC Zwolle: |
| 20 november 2022 Aanvangstijd: 12.15 uur Plaats: Zwolle Sportpark Be Quick '28 Toeschouwers: 225 Scheidsrechter: Nicholas Henon       | 20 november 2022 Aanvangstijd: 12.15 uur Plaats: Zwolle Sportpark Be Quick '28 Toeschouwers: 225 Scheidsrechter: Nicholas Henon       | Ilse Kemper 39' Tess van Bentem 82'                                               | Wedstrijdverslag | 7' Nikki IJzerman 43' Daniëlle Noordermeer 55' Louise van Oosten                                    | Van der Flier, Vliek, Pruim, Kemper, Bouzerrade, Van de Velde ( 46' Van Egmond), Van Bentem, Noordman, Walk, Maatman ( 46' Rutgers), Speelman ( 46' Weiman)                                  |
| | 9e speelronde | PEC Zwolle                                                                        | 1 – 0 (0 – 0)    | Telstar                                                                                             | Opstelling PEC Zwolle: |
| 25 november 2022 Aanvangstijd: 19.30 uur Plaats: Zwolle Sportpark Be Quick '28 Toeschouwers: Scheidsrechter: Hasse Aartsen            | 25 november 2022 Aanvangstijd: 19.30 uur Plaats: Zwolle Sportpark Be Quick '28 Toeschouwers: Scheidsrechter: Hasse Aartsen            | Kely Pruim 40' Inske Weiman 75'                                                   |                  | 89' Isa Gomez                                                                                       | Van der Flier, Walk, Pruim, Rutgers, Bouzerrade ( 69' Nassette), Van de Velde ( 71' Maatman), Van Bentem, Noordman, Weiman, Van Egmond, Heijne ( 46' Vliek)                                  |
| | 11e speelronde | PEC Zwolle                                                                        | 0 – 1 (0 – 0)    | VV Alkmaar                                                                                          | Opstelling PEC Zwolle: |
| 9 december 2022 Aanvangstijd: 18.00 uur Plaats: Zwolle Sportpark Be Quick '28 Toeschouwers: 180 Scheidsrechter: Wendy Gijsbers        | 9 december 2022 Aanvangstijd: 18.00 uur Plaats: Zwolle Sportpark Be Quick '28 Toeschouwers: 180 Scheidsrechter: Wendy Gijsbers        | Maud Rutgers 16' Tess van Bentem 90+3'                                            | Wedstrijdverslag | 17' (pen.) Judith Roosjen 74' Amy Banarsie                                                          | Van der Flier, Kemper, Rutgers, Pruim, Walk ( 85' Heijne), Noordman ( 88' Speelman), Van Bentem, Van de Velde ( 62' Van der Vegt), Weiman, Van Egmond ( 85' Maatman), Vliek                  |
| | 10e speelronde | Ajax                                                                              | 2 – 0 (1 – 0)    | PEC Zwolle                                                                                          | Opstelling PEC Zwolle: |
| 13 december 2022 Aanvangstijd: 19.30 uur Plaats: Amsterdam De Toekomst Toeschouwers: Scheidsrechter: Jessey van Pinxteren             | 13 december 2022 Aanvangstijd: 19.30 uur Plaats: Amsterdam De Toekomst Toeschouwers: Scheidsrechter: Jessey van Pinxteren             | Tiny Hoekstra 35' Romée Leuchter 85'                                              | Wedstrijdverslag | | Van der Flier, Bouzerrade ( 89' Kommer), Pruim, Kemper, Walk, Noordman ( 77' Speelman), Van Bentem, Van de Velde ( 77' Vliek), Weiman, Van Egmond ( 81' Maatman), Heijne                     |
| | 13e speelronde | ADO Den Haag                                                                      | 2 – 2 (2 – 0)    | PEC Zwolle                                                                                          | Opstelling PEC Zwolle: |
| 27 januari 2023 Aanvangstijd: 19.30 uur Plaats: Den Haag Cars Jeans Stadion Toeschouwers: 150 Scheidsrechter: Sander Huijs            | 27 januari 2023 Aanvangstijd: 19.30 uur Plaats: Den Haag Cars Jeans Stadion Toeschouwers: 150 Scheidsrechter: Sander Huijs            | Liz Rijsbergen 10', 36'                                                           | Wedstrijdverslag | 72' Loyce Speelman 90+3' Imre van der Vegt                                                          | Van der Flier, Kemper ( 46' Van der Vegt), Rutgers, Pruim, Walk, Van de Velde ( 64' Speelman), Van Bentem, Noordman, Weiman ( 64' Van Egmond), Maatman, Vliek                                |
| | 14e speelronde | PEC Zwolle                                                                        | 2 – 0 (0 – 0)    | Excelsior                                                                                           | Opstelling PEC Zwolle: |
| 3 februari 2023 Aanvangstijd: 19.30 uur Plaats: Zwolle Sportpark Be Quick '28 Toeschouwers: 270 Scheidsrechter: Bas Nigra             | 3 februari 2023 Aanvangstijd: 19.30 uur Plaats: Zwolle Sportpark Be Quick '28 Toeschouwers: 270 Scheidsrechter: Bas Nigra             | Evi Maatman 63' Inske Weiman 89'                                                  | Wedstrijdverslag | 34' Stephanie Coelho Aurélio                                                                        | Van der Flier, Van der Vegt ( 83' Kemper), Rutgers, Pruim, Walk, Speelman ( 65' Van Egmond), Van Bentem, Noordman, Weiman, Maatman ( 65' Van de Velde), Vliek                                |
| | 12e speelronde | Fortuna Sittard                                                                   | 2 – 2 (0 – 0)    | PEC Zwolle                                                                                          | Opstelling PEC Zwolle: |
| 7 februari 2023 Aanvangstijd: 18.00 uur Plaats: Sittard Fortuna Sittard Stadion Toeschouwers: – Scheidsrechter: Wouter Velings        | 7 februari 2023 Aanvangstijd: 18.00 uur Plaats: Sittard Fortuna Sittard Stadion Toeschouwers: – Scheidsrechter: Wouter Velings        | Jarne Teulings 63' Tessa Wullaert 68' Féli Petra Delacauw 90+4'                   | Wedstrijdverslag | 75' Jeva Walk 90+2' Inske Weiman                                                                    | Van der Flier, Van der Vegt, Rutgers, Pruim, Van Egmond ( 46' Vliek), Noordman ( 66' Speelman), Van Bentem, Van de Velde, Weiman, Maatman, Walk                                              |
| | 15e speelronde | Telstar                                                                           | 0 – 4 (0 – 0)    | PEC Zwolle                                                                                          | Opstelling PEC Zwolle: |
| 10 februari 2023 Aanvangstijd: 19.30 uur Plaats: Velsen Schoonenberg Toeschouwers: 210 Scheidsrechter: Kylian Walthuis                | 10 februari 2023 Aanvangstijd: 19.30 uur Plaats: Velsen Schoonenberg Toeschouwers: 210 Scheidsrechter: Kylian Walthuis                | Dominique Bruinenberg 3'                                                          | Wedstrijdverslag | 57', 68' Leonie Vliek 66', 88' Evi Maatman                                                          | Van der Flier, Van der Vegt, Rutgers ( 80' Darnoud), Pruim, Walk ( 58' Kemper), Van de Velde ( 80' Nassette), Van Bentem, Noordman ( 46' Speelman), Weiman ( 73' Van Egmond), Maatman, Vliek |
| 16e speelronde | 16e speelronde | Vrij                                                                              | Vrij             | Vrij                                                                                                | Vrij |
| | 18e speelronde | PEC Zwolle                                                                        | 2 – 0 (1 – 0)    | sc Heerenveen                                                                                       | Opstelling PEC Zwolle: |
| 24 maart 2023 Aanvangstijd: 19.30 uur Plaats: Zwolle Sportpark Be Quick '28 Toeschouwers: 314 Scheidsrechter: Teun van der Velden     | 24 maart 2023 Aanvangstijd: 19.30 uur Plaats: Zwolle Sportpark Be Quick '28 Toeschouwers: 314 Scheidsrechter: Teun van der Velden     | Evi Maatman 2' Danique Noordman 57'                                               | Wedstrijdverslag | 55' Roos de Haas 89' Merel Bormans                                                                  | Van der Flier, Van der Vegt, Lindner, Pruim, Walk ( 71' Nassette), Van de Velde ( 63' Tiemens), Van Bentem, Noordman, Weiman, Maatman ( 63' Van Egmond), Vliek                               |
| | 17e speelronde | PEC Zwolle                                                                        | 4 – 0 (2 – 0)    | PSV                                                                                                 | Opstelling PEC Zwolle: |
| 28 maart 2023 Aanvangstijd: 17.00 uur Plaats: Zwolle Sportpark Be Quick '28 Toeschouwers: 150 Scheidsrechter: Stan Smit               | 28 maart 2023 Aanvangstijd: 17.00 uur Plaats: Zwolle Sportpark Be Quick '28 Toeschouwers: 150 Scheidsrechter: Stan Smit               | Danique Noordman 11' Imre van der Vegt 30' Evi Maatman 61' Bo van Egmond 76'      | Wedstrijdverslag | 45+2' Siri Worm                                                                                     | Van der Flier, Van der Vegt, Pruim, Lindner ( 84' Rutgers), Vliek, Van Bentem, Van de Velde ( 64' Tiemens), Noordman, Weiman ( 64' Van Egmond), Maatman, Walk ( 84' Nassette)                |
| | 19e speelronde | VV Alkmaar                                                                        | 0 – 1 (0 – 0)    | PEC Zwolle                                                                                          | Opstelling PEC Zwolle: |
| 31 maart 2023 Aanvangstijd: 19.30 uur Plaats: Alkmaar Robonsbosweg Toeschouwers: 124 Scheidsrechter: Stan Endeman                     | 31 maart 2023 Aanvangstijd: 19.30 uur Plaats: Alkmaar Robonsbosweg Toeschouwers: 124 Scheidsrechter: Stan Endeman                     |                                                                                   | Wedstrijdverslag | 60' Imre van der Vegt                                                                               | Van der Flier, Van der Vegt, Rutgers ( 69' Lindner), Pruim, Walk, Tiemens ( 56' Van de Velde), Van Bentem, Noordman, Van Egmond ( 46' Weiman), Maatman, Vliek ( 86' Nassette)                |
| | 20e speelronde | PEC Zwolle                                                                        | 0 – 2 (0 – 1)    | FC Twente                                                                                           | Opstelling PEC Zwolle: |
| 23 april 2023 Aanvangstijd: 12.15 uur Plaats: Zwolle MAC³PARK stadion Toeschouwers: 2.423 Scheidsrechter: Andy Wolff                  | 23 april 2023 Aanvangstijd: 12.15 uur Plaats: Zwolle MAC³PARK stadion Toeschouwers: 2.423 Scheidsrechter: Andy Wolff                  | Danique Noordman 45+3'                                                            | Wedstrijdverslag | 10' Marit Auée 56' Renate Jansen                                                                    | Van der Flier, Van der Vegt, Lindner ( 80' Rutgers), Pruim, Walk, Van de Velde ( 72' Tiemens), Van Bentem, Noordman, Weiman ( 64' Van Egmond), Maatman ( 80' Speelman), Vliek                |
| | 21e speelronde | Feyenoord                                                                         | 1 – 1 (0 – 0)    | PEC Zwolle                                                                                          | Opstelling PEC Zwolle: |
| 28 april 2023 Aanvangstijd: 19.30 uur Plaats: Rotterdam Varkenoord Toeschouwers: 274 Scheidsrechter: Gijs Stevens                     | 28 april 2023 Aanvangstijd: 19.30 uur Plaats: Rotterdam Varkenoord Toeschouwers: 274 Scheidsrechter: Gijs Stevens                     | Esmee de Graaf 63' 77' Cheyenne van den Goorbergh 89'                             | Wedstrijdverslag | 70' (pen.) Danique Noordman                                                                         | Van der Flier, Van der Vegt, Lindner, Pruim, Walk, Van de Velde ( 76' Speelman), Noordman, Van Bentem, Weiman, Maatman ( 62' Van Egmond), Vliek                                              |
| | 22e speelronde | PEC Zwolle                                                                        | 1 – 6 (0 – 3)    | Ajax                                                                                                | Opstelling PEC Zwolle: |
| 7 mei 2023 Aanvangstijd: 14.30 uur Plaats: Zwolle MAC³PARK stadion Toeschouwers: 3.517 Scheidsrechter: Marisca Overtoom               | 7 mei 2023 Aanvangstijd: 14.30 uur Plaats: Zwolle MAC³PARK stadion Toeschouwers: 3.517 Scheidsrechter: Marisca Overtoom               | Danique Noordman 40' Bo van Egmond 82'                                            | Wedstrijdverslag | 9', 45' Romée Leuchter 43' Quinty Sabajo 49', 59' Tiny Hoekstra 65' Ashley Weerden                  | Van der Flier, Van der Vegt, Lindner ( 62' Rutgers), Pruim, Walk ( 62' Nassette), Van de Velde ( 46' Tiemens), Van Bentem, Noordman, Weiman, Maatman, Vliek ( 90' Dastgir)                   |

### KNVB beker
| Achtste finale | Fortuna Sittard                               | 2 – 1 (0 – 0) | PEC Zwolle                    | Opstelling PEC Zwolle: |
| 26 februari 2023 Aanvangstijd: 15.00 uur Plaats: Nederweert-Eind Sportpark Op de Hooven Scheidsrechter: Marisca Overtoom | Tessa Wullaert 67' María Ólafsdóttir Grós 77' |               | 50' Jeva Walk 80' Evi Maatman | Van der Flier, Van der Vegt, Rutgers ( 89' Nassette), Pruim, Walk ( 89' Lindner), Speelman ( 68' Bouzerrade), Van Bentem, Noordman, Vliek, Tiemens ( 76' Dastgir), Maatman |

## Selectie en technische staf

### Selectie
| Nr.             | Nat.               | Naam               | Competitie  | Competitie  | Beker       | Beker       | Totaal      | Totaal      | Seizoen bij PEC Zwolle | Vorige club  | Debuut PEC Zwolle |             |             |             |             |
| Nr.             | Nat.               | Naam               | W           | Goal        | W           | Goal        | W           | Goal        | Seizoen bij PEC Zwolle | Vorige club  | Debuut PEC Zwolle |             |             |             |             |
| Doelvrouwen     | Doelvrouwen        | Doelvrouwen        | Doelvrouwen | Doelvrouwen | Doelvrouwen | Doelvrouwen | Doelvrouwen | Doelvrouwen | Doelvrouwen            | Doelvrouwen  | Doelvrouwen       | Doelvrouwen | Doelvrouwen | Doelvrouwen | Doelvrouwen |
| --------------- | ------------------ | ------------------ | ----------- | ----------- | ----------- | ----------- | ----------- | ----------- | ---------------------- | ------------ | ----------------- | ----------- | ----------- | ----------- | ----------- |
| 1               | Vlag van Nederland | Tirsa Postma       | 4           | 0           | 0           | 0           | 4           | 0           | 7e                     | Jeugd        | 23 februari 2018  |             |             |             |             |
| 16              | Vlag van Nederland | Tess van der Flier | 16          | 0           | 1           | 0           | 17          | 0           | 1e                     | Be Quick '28 | 23 oktober 2022   |             |             |             |             |
| 36              | Vlag van Nederland | Hester Lensink     | 0           | 0           | 0           | 0           | 0           | 0           | 1e                     | Jeugd        | –                 |             |             |             |             |
| 44              | Vlag van Nederland | Febe Copier        | 0           | 0           | 0           | 0           | 0           | 0           | 1e                     | Jeugd        | –                 |             |             |             |             |
| Verdedigsters   |                    |                    |             |             |             |             |             |             |                        |              |                   |             |             |             |             |
| 2               | Vlag van Nederland | Leonie Vliek       | 20          | 3           | 1           | 0           | 21          | 3           | 5e                     | Clubloos     | 12 mei 2018       |             |             |             |             |
| 4               | Vlag van Nederland | Licia Darnoud      | 6           | 0           | 0           | 0           | 6           | 0           | 2e                     | FC Twente    | 5 december 2021   |             |             |             |             |
| 5               | Vlag van Nederland | Imre van der Vegt  | 11          | 3           | 1           | 0           | 12          | 3           | 5e                     | Jeugd        | 6 september 2019  |             |             |             |             |
| 6               | Vlag van Nederland | Kely Pruim         | 19          | 0           | 1           | 0           | 20          | 0           | 7e                     | Jeugd        | 1 september 2017  |             |             |             |             |
| 15              | Vlag van Nederland | Ana Nassette       | 10          | 0           | 1           | 0           | 11          | 0           | 2e                     | Jeugd        | 27 augustus 2021  |             |             |             |             |
| 17              | Vlag van Nederland | Mayke Lindner      | 6           | 0           | 1           | 0           | 7           | 0           | 2e                     | Jeugd        | 3 september 2021  |             |             |             |             |
| 22              | Vlag van Nederland | Zaina Bouzerrade   | 9           | 0           | 1           | 0           | 10          | 0           | 1e                     | Ajax         | 23 september 2022 |             |             |             |             |
| 27              | Vlag van Nederland | Tara Kommer        | 1           | 0           | 0           | 0           | 1           | 0           | 2e                     | Jeugd        | 12 november 2021  |             |             |             |             |
| 31              | Vlag van Nederland | Maud Rutgers       | 14          | 0           | 1           | 0           | 15          | 0           | 1e                     | Jeugd        | 23 oktober 2022   |             |             |             |             |
| 32              | Vlag van Nederland | Melissa Schilder   | 1           | 0           | 0           | 0           | 1           | 0           | 2e                     | Jeugd        | 16 januari 2022   |             |             |             |             |
| 42              | Vlag van Nederland | Ilse Kemper        | 11          | 0           | 0           | 0           | 11          | 0           | 1e                     | Jeugd        | 23 september 2022 |             |             |             |             |
| Middenveldsters |                    |                    |             |             |             |             |             |             |                        |              |                   |             |             |             |             |
| 7               | Vlag van Nederland | Danique Noordman   | 20          | 4           | 1           | 0           | 21          | 4           | 3e                     | Jeugd        | 6 september 2020  |             |             |             |             |
| 8               | Vlag van Nederland | Celien Tiemens     | 10          | 0           | 1           | 0           | 11          | 0           | 5e                     | Jeugd        | 2 november 2018   |             |             |             |             |
| 20              | Vlag van Nederland | Loyce Speelman     | 9           | 2           | 1           | 0           | 10          | 2           | 3e                     | Jeugd        | 27 augustus 2021  |             |             |             |             |
| 21              | Vlag van Nederland | Tess van Bentem    | 19          | 0           | 1           | 0           | 20          | 0           | 3e                     | Jeugd        | 6 september 2020  |             |             |             |             |
| 23              | Vlag van Nederland | Seteza Dastgir     | 1           | 0           | 1           | 0           | 2           | 0           | 1e                     | DTS Ede      | 26 februari 2023  |             |             |             |             |
| 28              | Vlag van Nederland | Tara te Wierik     | 4           | 0           | 0           | 0           | 4           | 0           | 2e                     | Jeugd        | 8 mei 2022        |             |             |             |             |
| 29              | Vlag van Nederland | Senne van de Velde | 19          | 0           | 0           | 0           | 19          | 0           | 1e                     | Jeugd        | 8 mei 2022        |             |             |             |             |
| 38              | Vlag van Nederland | Sophie van Vugt    | 1           | 0           | 0           | 0           | 1           | 0           | 1e                     | Jeugd        | 16 oktober 2022   |             |             |             |             |
| –               | Vlag van Nederland | Jill Diekman       | 0           | 0           | 0           | 0           | 0           | 0           | 3e                     | Jeugd        | 20 november 2020  |             |             |             |             |
| Aanvalsters     |                    |                    |             |             |             |             |             |             |                        |              |                   |             |             |             |             |
| 9               | Vlag van Nederland | Naomi Hilhorst     | 0           | 0           | 0           | 0           | 0           | 0           | 3e                     | FC Twente    | 6 september 2020  |             |             |             |             |
| 11              | Vlag van Nederland | Marushka van Olst  | 4           | 1           | 0           | 0           | 4           | 1           | 4e                     | Jeugd        | 23 augustus 2019  |             |             |             |             |
| 14              | Vlag van Nederland | Jeva Walk          | 20          | 2           | 1           | 0           | 21          | 2           | 2e                     | Jeugd        | 27 augustus 2021  |             |             |             |             |
| 18              | Vlag van Nederland | Evi Maatman        | 20          | 7           | 1           | 1           | 21          | 8           | 3e                     | Jeugd        | 23 april 2021     |             |             |             |             |
| 26              | Vlag van Nederland | Floor Heijne       | 9           | 0           | 0           | 0           | 9           | 0           | 2e                     | Jeugd        | 16 januari 2022   |             |             |             |             |
| 45              | Vlag van Nederland | Inske Weiman       | 15          | 3           | 0           | 0           | 15          | 3           | 1e                     | Jeugd        | 4 november 2022   |             |             |             |             |
| 46              | Vlag van Nederland | Bo van Egmond      | 14          | 2           | 0           | 0           | 14          | 2           | 1e                     | Jeugd        | 20 november 2022  |             |             |             |             |
| Nr.             | Nat.               | Naam               | W           | Goal        | W           | Goal        | W           | Goal        | Seizoen bij PEC Zwolle | Vorige club  | Debuut            |             |             |             |             |
| Nr.             | Nat.               | Naam               | Competitie  | Competitie  | Beker       | Beker       | Totaal      | Totaal      | Seizoen bij PEC Zwolle | Vorige club  | Debuut            |             |             |             |             |

### Legenda
| # | Reden                                          |
| - | ---------------------------------------------- |
|   | Heeft de club in het lopende seizoen verlaten. |
|   | Heeft de club op huurbasis verlaten.           |

### Technische staf
| Naam            | Functie      |
| --------------- | ------------ |
| Olivier Amelink | Hoofdtrainer |

## Statistieken PEC Zwolle 2022/2023

### Eindstand PEC Zwolle in de Nederlandse Vrouwen Eredivisie 2022 / 2023
| Stand | Gespeeld | Gewonnen | Gelijk | Verloren | Punten | Doelpunten voor | Doelpunten tegen | Gele kaarten | Rode kaarten |
| ----- | -------- | -------- | ------ | -------- | ------ | --------------- | ---------------- | ------------ | ------------ |
| 6e    | 20       | 7        | 5      | 8        | 26     | 26              | 37               | 7            | 2            |

### Topscorers
| #      | Naam              | Goal |
| ------ | ----------------- | ---- |
| 1.     | Evi Maatman       | 7    |
| 2.     | Danique Noordman  | 4    |
| 2.     | Leonie Vliek      | 4    |
| 3.     | Imre van der Vegt | 3    |
| 3.     | Inske Weiman      | 3    |
| 6.     | Bo van Egmond     | 2    |
| 6.     | Jeva Walk         | 2    |
| 8.     | Marushka van Olst | 1    |
| Totaal | Totaal            | 26   |

| #      | Naam        | Goal |
| ------ | ----------- | ---- |
| 1.     | Evi Maatman | 1    |
| Totaal | Totaal      | 1    |

| #                    | Naam              | Goal |
| -------------------- | ----------------- | ---- |
| 1.                   | Evi Maatman       | 3    |
| 2.                   | Floor Heijne      | 1    |
| 2.                   | Marushka van Olst | 1    |
| 2.                   | Zoë Zuidberg      | 1    |
| Onbekende doelpunten |                   |      |
| 1.                   | Tegen DTS Ede     | 2    |
| 2.                   | Tegen OH Leuven   | 1    |
| Totaal               | Totaal            | 9    |

### Kaarten
| #      | Naam             | Kreeg geel |
| ------ | ---------------- | ---------- |
| 1.     | Tess van Bentem  | 2          |
| 1.     | Danique Noordman | 2          |
| 2.     | Licia Darnoud    | 1          |
| 2.     | Kely Pruim       | 1          |
| 2.     | Maud Rutgers     | 1          |
| Totaal | Totaal           | 7          |

| #      | Naam           | Kreeg voor de tweede keer geel en dus rood |
| ------ | -------------- | ------------------------------------------ |
| –      | Geen speelster | 0                                          |
| Totaal | Totaal         | 0                                          |

| #      | Naam         | Weggestuurd |
| ------ | ------------ | ----------- |
| 1.     | Ilse Kemper  | 1           |
| 1.     | Maud Rutgers | 1           |
| Totaal | Totaal       | 2           |

### Punten per speelronde
| Speelronde | 1 | 2 | 3 | 4 | 5 | 6 | 7 | 8 | 9 | 10 | 11 | 12 | 13 | 14 | 15 | 16 | 17 | 18 | 19 | 20 | 21 | 22 |
| ---------- | - | - | - | - | - | - | - | - | - | -- | -- | -- | -- | -- | -- | -- | -- | -- | -- | -- | -- | -- |
| Punten     | – | 0 | 0 | 1 | 1 | 0 | 3 | 0 | 3 | 0  | 0  | 1  | 3  | 1  | 3  | –  | 3  | 3  | 3  | 0  | 1  | 0  |

### Punten na speelronde
| Speelronde | 1 | 2 | 3 | 4 | 5 | 6 | 7 | 8 | 9 | 10 | 11 | 12 | 13 | 14 | 15 | 16 | 17 | 18 | 19 | 20 | 21 | 22 |
| ---------- | - | - | - | - | - | - | - | - | - | -- | -- | -- | -- | -- | -- | -- | -- | -- | -- | -- | -- | -- |
| Punten     | – | 0 | 0 | 1 | 2 | 2 | 5 | 5 | 8 | 8  | 8  | 9  | 12 | 13 | 16 | –  | 19 | 22 | 25 | 25 | 26 | 26 |

### Stand na speelronde
| Speelronde | 1 | 2   | 3   | 4  | 5  | 6  | 7  | 8  | 9  | 10 | 11 | 12 | 13 | 14 | 15 | 16 | 17 | 18 | 19 | 20 | 21 | 22 |
| ---------- | - | --- | --- | -- | -- | -- | -- | -- | -- | -- | -- | -- | -- | -- | -- | -- | -- | -- | -- | -- | -- | -- |
| Stand      | – | 10e | 11e | 8e | 9e | 9e | 7e | 8e | 7e | 7e | 7e | 7e | 7e | 7e | 7e | –  | 7e | 7e | 6e | 6e | 6e | 6e |

### Doelpunten per speelronde
| Speelronde | 1 | 2 | 3 | 4 | 5 | 6 | 7 | 8 | 9 | 10 | 11 | 12 | 13 | 14 | 15 | 16 | 17 | 18 | 19 | 20 | 21 | 22 | Totaal |
| ---------- | - | - | - | - | - | - | - | - | - | -- | -- | -- | -- | -- | -- | -- | -- | -- | -- | -- | -- | -- | ------ |
| Doelpunten | – | 0 | 2 | 2 | 0 | 0 | 2 | 0 | 1 | 0  | 0  | 2  | 2  | 2  | 4  | –  | 4  | 2  | 1  | 0  | 1  | 1  | 26     |

## Mutaties

### Zomer

#### Aangetrokken
| Nr. | Nat. | Naam               | Van          | Type         | Contract     | Transfersom | Bijzonderheid                               |
| --- | ---- | ------------------ | ------------ | ------------ | ------------ | ----------- | ------------------------------------------- |
| 14  | NL   | Jeva Walk          | Jeugd        | –            | 30 juni 2023 | n.v.t.      | Heeft vorig seizoen al wedstrijden gespeeld |
| 15  | NL   | Ana Nassette       | Jeugd        | –            | 30 juni 2023 | n.v.t.      | Heeft vorig seizoen al wedstrijden gespeeld |
| 17  | NL   | Mayke Lindner      | Jeugd        | –            | 30 juni 2023 | n.v.t.      | Heeft vorig seizoen al wedstrijden gespeeld |
| 16  | NL   | Tess van der Flier | Be Quick '28 | Transfervrij | 30 juni 2023 | n.v.t.      | –                                           |
| 22  | NL   | Zaina Bouzerrade   | Ajax         | Transfervrij | 30 juni 2023 | n.v.t.      | –                                           |

#### Vertrokken
| Nr. | Nat. | Naam            | Naar            | Type         | Transfersom | Wed. | Dlpt. |
| --- | ---- | --------------- | --------------- | ------------ | ----------- | ---- | ----- |
| 4   | NL   | Marit Auée      | FC Twente       | Transfer     | Niet bekend | 37   | 3     |
| 23  | VS   | Karli White     |                 | Transfervrij | n.v.t.      | 10   | 2     |
| 15  | VS   | Katie Murray    |                 | Transfervrij | n.v.t.      | 21   | 0     |
| 22  | NL   | Pien Hindriksen |                 | Transfervrij | n.v.t.      | 15   | 0     |
| 19  | SR   | Amy Banarsie    | VV Alkmaar      | Transfervrij | n.v.t.      | 38   | 4     |
| 3   | NL   | Moïsa van Koot  | Fortuna Sittard | Transfervrij | n.v.t.      | 89   | 5     |
| 1   | NL   | Moon Pondes     | gestopt         | Transfervrij | n.v.t.      | 63   | 0     |
| 29  | NL   | Julia Wattilete | Fortuna Sittard | Transfervrij | n.v.t.      | 1    | 0     |

#### Statistieken transfers zomer
| Gekochte spelers | Verkochte spelers | Gehuurde spelers | Verhuurde spelers | Spelers terug van verhuurperiode | Spelers einde van huurperiode | Transfervrij aangetrokken spelers | Transfervrij vertrokken spelers | Doorgestroomde jeugdspelers |
| ---------------- | ----------------- | ---------------- | ----------------- | -------------------------------- | ----------------------------- | --------------------------------- | ------------------------------- | --------------------------- |
| 0                | 1                 | 0                | 0                 | 0                                | 0                             | 2                                 | 7                               | 3                           |

## Voetnoten
ADO Den Haag · 
Ajax · 
VV Alkmaar · 
Excelsior · 
Feyenoord · 
Fortuna Sittard · 
sc Heerenveen · 
PEC Zwolle · 
PSV · 
Telstar · 
FC Twente